# Emil
Emil je moško osebno ime.

## Izvor imena
Ime Emil izhaja iz latinskega rodovnega imena Aemilius. Ime Aemilius nekateri povezujejo  z latinskimi besedami aemulor v pomenu »posnemati, tekmovati; biti zavisten, ljubosumen« in aemulus »tekmujoč; zavisten, ljubosumen«. Drugi pa razlagajo ime Aemilius iz grških besed αιμυλιoς (aimylios) oziroma αιμυλoς (aimylos) v pomenu »priliznjen, zvit«.

## Različice imena
- moške različice imena: Emilij, Emilijan, Emilijano, Emilijo, Emilio, Emilijan, Milko
- ženske različice imena: Emilia, Emilija, Emilijana, Emilja, Emilijana

## Tujejezikovne različice imena
- pri Angležih: Emil
- pri Čehih: Emil
- pri Fincih: Eemil, Eemeli
- pri Francozih: Émile
- pri Italijanih: Emilio
- pri Špancih: Emilio

## Pogostost imena
Po podatkih Statističnega urada Republike Slovenije je bilo na dan 31. decembra 2007 v Sloveniji število moških oseb z imenom Emil: 2.292. Med vsemi moškimi imeni pa je ime Emil po pogostosti uporabe uvrščeno na 100. mesto.

## Osebni praznik
V koledarju je ime Emil zapisano skupaj z imenom Emilijan 11. oktobra (Emilijan, škof).